# Saint-Amand (Pas-de-Calais)
Pour les articles homonymes, voir Saint-Amand.
Saint-Amand est une commune française située dans le département du Pas-de-Calais en région Hauts-de-France. La commune est membre de la communauté de communes des Campagnes de l'Artois.

## Géographie

### Localisation
Localisée dans le sud-est du département du Pas-de-Calais, Saint-Amand est une commune rurale située, à vol d'oiseau, à 12 km au sud de la commune d’Avesnes-le-Comte et à 34 km au sud-ouest de la commune d’Arras (aire d'attraction, chef-lieu d'arrondissement et préfecture du Pas-de-Calais).
Le territoire de la commune est limitrophe de ceux de sept communes.
Les communes limitrophes sont La Herlière, Souastre, Bienvillers-au-Bois, Gaudiempré, Hénu, Humbercamps et Pommier.

### Géologie et relief
La superficie de la commune est de 5,45 km2 ; son altitude varie de 130  à   168 m.

### Hydrographie
La commune, située dans le bassin Artois-Picardie, est, selon le Service d'administration nationale des données et référentiels sur l'eau (Sandre), drainée par deux cours d'eau :
- le bassin Artois-Picardie, est traversé par le Ruisseau de Beaucamp, d'une longueur de 5,1 km, qui prend sa source dans la commune et se jette dans la Quilliene au niveau de la commune de Pas-en-Artois[4] ;

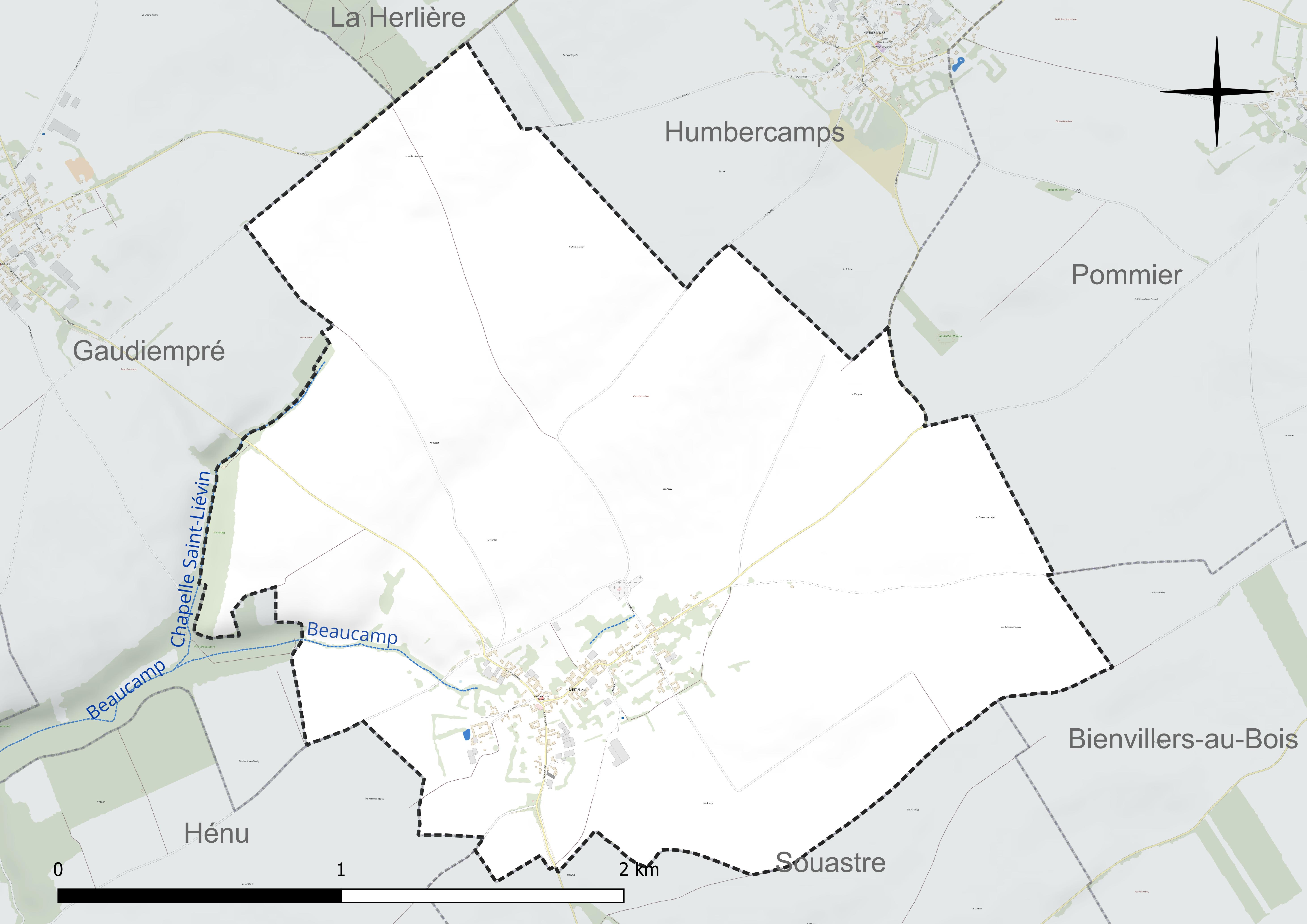
Réseau hydrographique de Saint-Amand.

- le Chapelle Saint-Liévin, d'une longueur de 1,49 km, qui prend sa source dans la commune et se jette dans le Ruisseau de Beaucamp au niveau de la commune de Gaudiempré[5].

### Climat
Pour des articles plus généraux, voir Climat des Hauts-de-France et Climat du Pas-de-Calais.
En 2010, le climat de la commune est de type climat des marges montargnardes, selon une étude du Centre national de la recherche scientifique (CNRS) s'appuyant sur une série de données couvrant la période 1971-2000. En 2020, Météo-France publie une typologie des climats de la France métropolitaine dans laquelle la commune est exposée à un climat océanique et est dans la région climatique Nord-est du bassin Parisien, caractérisée par un ensoleillement médiocre, une pluviométrie moyenne régulièrement répartie au cours de l’année et un hiver froid (3 °C).
Pour la période 1971-2000, la température annuelle moyenne est de 9,9 °C, avec une amplitude thermique annuelle de 14,1 °C. Le cumul annuel moyen de précipitations est de 867 mm, avec 13 jours de précipitations en janvier et 9,6 jours en juillet. Pour la période 1991-2020, la température moyenne annuelle observée sur la station météorologique la plus proche, située sur la commune de Saulty à 6 km à vol d'oiseau, est de 10,4 °C et le cumul annuel moyen de précipitations est de 899,7 mm,. Pour l'avenir, les paramètres climatiques de la commune estimés pour 2050 selon différents scénarios d'émission de gaz à effet de serre sont consultables sur un site dédié publié par Météo-France en novembre 2022.

### Paysages
Pour un article plus général, voir Paysage en France.
La commune est située dans le paysage régional des grands plateaux artésiens et cambrésiens tel que défini dans l’atlas des paysages de la région Nord-Pas-de-Calais, conçu par la direction régionale de l'Environnement, de l'Aménagement et du Logement (DREAL),. Ce paysage régional, qui concerne 238 communes, est dominé par les « grandes cultures » de céréales et de betteraves industrielles qui représentent 70 % de la surface agricole utilisée (SAU).

### Milieux naturels et biodiversité

#### Zone naturelle d'intérêt écologique, faunistique et floristique
L’inventaire des zones naturelles d'intérêt écologique, faunistique et floristique (ZNIEFF) a pour objectif de réaliser une couverture des zones les plus intéressantes sur le plan écologique, essentiellement dans la perspective d’améliorer la connaissance du patrimoine naturel national et de fournir aux différents décideurs un outil d’aide à la prise en compte de l’environnement dans l’aménagement du territoire.
Le territoire communal comprend une ZNIEFF de type 1 : la vallée de la Quillienne, ses vallons adjacents et bois d'Orville, d’une superficie de 2 143 ha et d'une altitude variant de 65  à   154 mètres. Cette vallée associe des influences thermophiles dans les lisières et sur les pelouses et un caractère psychrophile au niveau des forêts de ravins. Une partie du site est occupée par l’agriculture intensive.

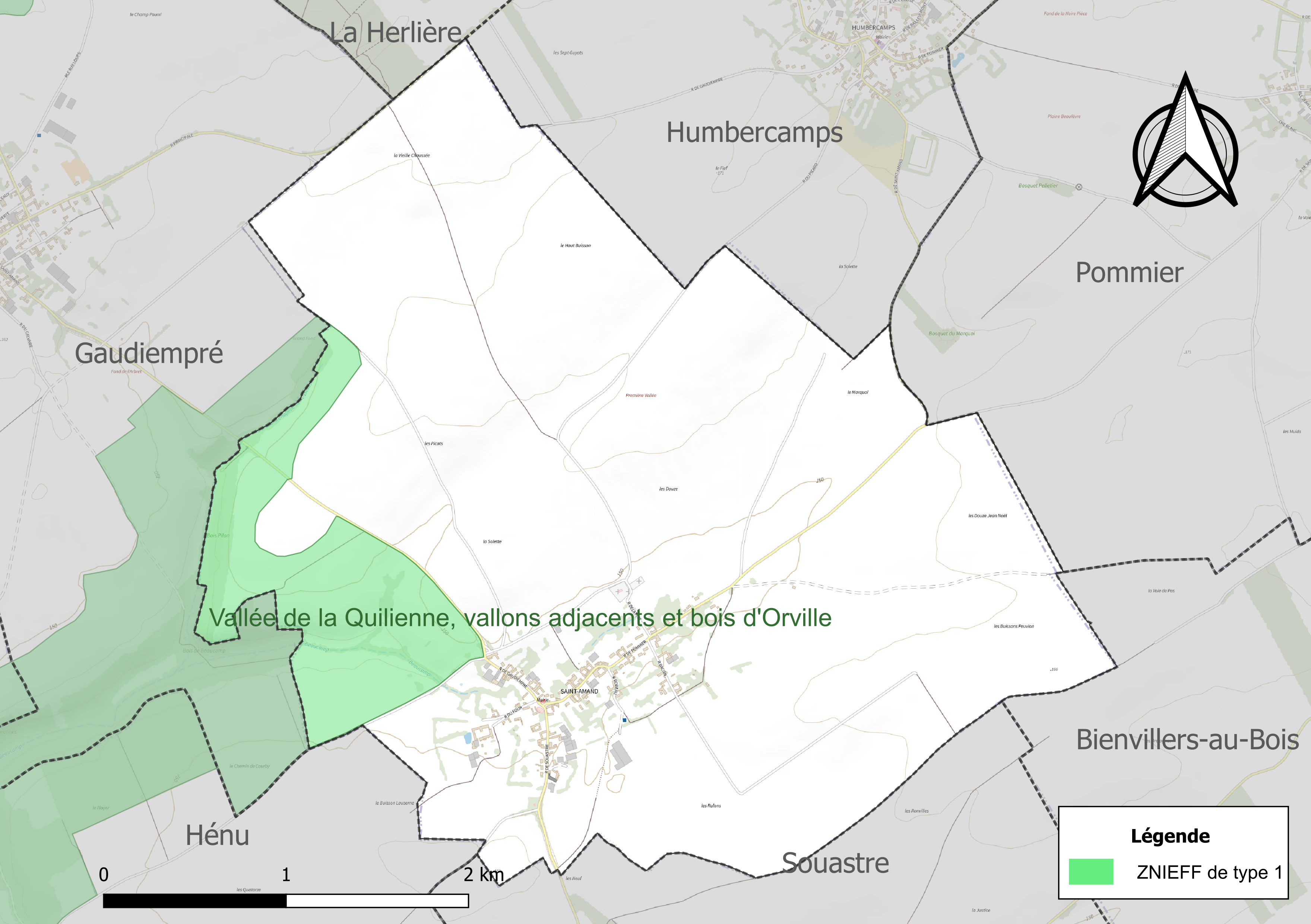
Carte de la ZNIEFF sur la commune.

#### Espèces faunistiques et floristiques
L’Inventaire national du patrimoine naturel (INPN) recense plusieurs espèces faunistiques et floristiques sur le territoire de la commune dont certaines sont protégées et d’autres menacées et quasi-menacées.

## Urbanisme

### Typologie
Au 1er janvier 2024, Saint-Amand est catégorisée commune rurale à habitat dispersé, selon la nouvelle grille communale de densité à sept niveaux définie par l'Insee en 2022.
Elle est située hors unité urbaine. Par ailleurs la commune fait partie de l'aire d'attraction d'Arras, dont elle est une commune de la couronne,. Cette aire, qui regroupe 163 communes, est catégorisée dans les aires de 50 000 à moins de 200 000 habitants,.

### Occupation des sols
L'occupation des sols de la commune, telle qu'elle ressort de la base de données européenne d’occupation biophysique des sols Corine Land Cover (CLC), est marquée par l'importance des territoires agricoles (90,9 % en 2018), en diminution par rapport à 1990 (98,9 %). La répartition détaillée en 2018 est la suivante : 
terres arables (90,9 %), zones urbanisées (8 %), forêts (1,1 %). L'évolution de l’occupation des sols de la commune et de ses infrastructures peut être observée sur les différentes représentations cartographiques du territoire : la carte de Cassini (XVIIIe siècle), la carte d'état-major (1820-1866) et les cartes ou photos aériennes de l'IGN pour la période actuelle (1950 à aujourd'hui).

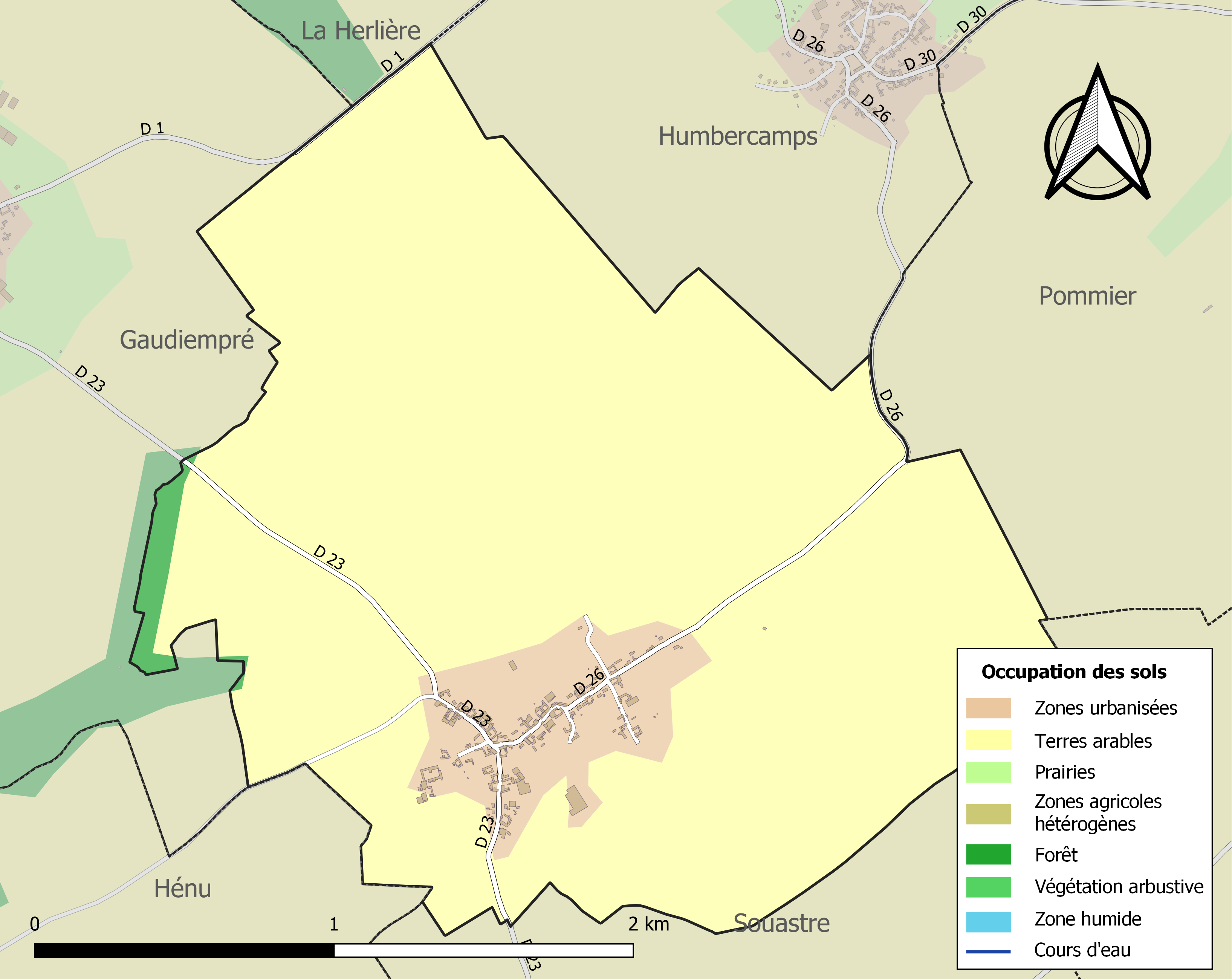
Carte des infrastructures et de l'occupation des sols de la commune en 2018 (CLC).

## Toponymie

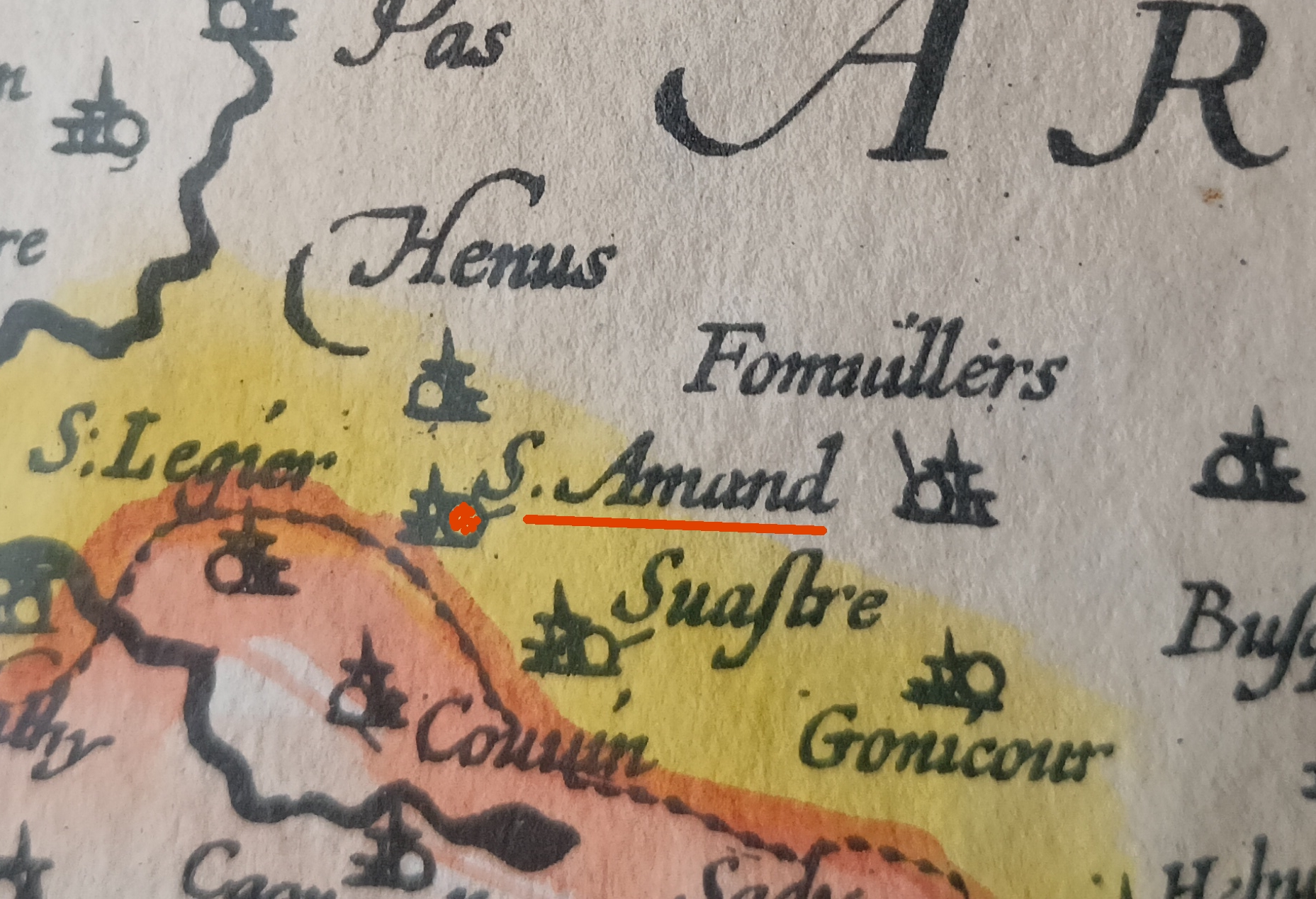
Saint-Amand sur une carte de la Picardie de 1620.

Le nom de la localité est attesté sous les formes Sanctus Amandus en 1171 ; Sanctus Amandus versus Passum en 1274 ; Saint-Amant en 1299 ; Saint Aimand en 1444 ; Saint-Amand emprès Pas-en-Arthoys en 1476 ; Saint-Amand-lez-Souastre en 1515 ; L’Union en 1793 et Saint-Amand depuis 1801.
Saint-Amand est un hagiotoponyme qui fait référence à Amand de Maastricht.
Durant la Révolution, la commune porte le nom de L'Union.
Ses habitants sont appelés les Saint-Amandinois.

## Histoire
D'après l'historien français Auguste de Loisne : « Saint-Amand, qui en 1789 dépendait de la gouvernance d'Arras et de la châtellenie de Pas, suivait la coutume d'Artois. Son église paroissiale, diocèse d'Arras, doyenné de Pas, district de Monchy-au-Bois, était consacrée à saint Amand ; le chapitre d'Arras présentait à la cure. »
Pendant la Première Guerre mondiale, en octobre 1914, des troupes ont séjourné sur Saint-Amand. Le front est à proximité : Berles-au-Bois, Bienvillers-au Bois, Hannescamps, Monchy-au-Bois.

## Politique et administration

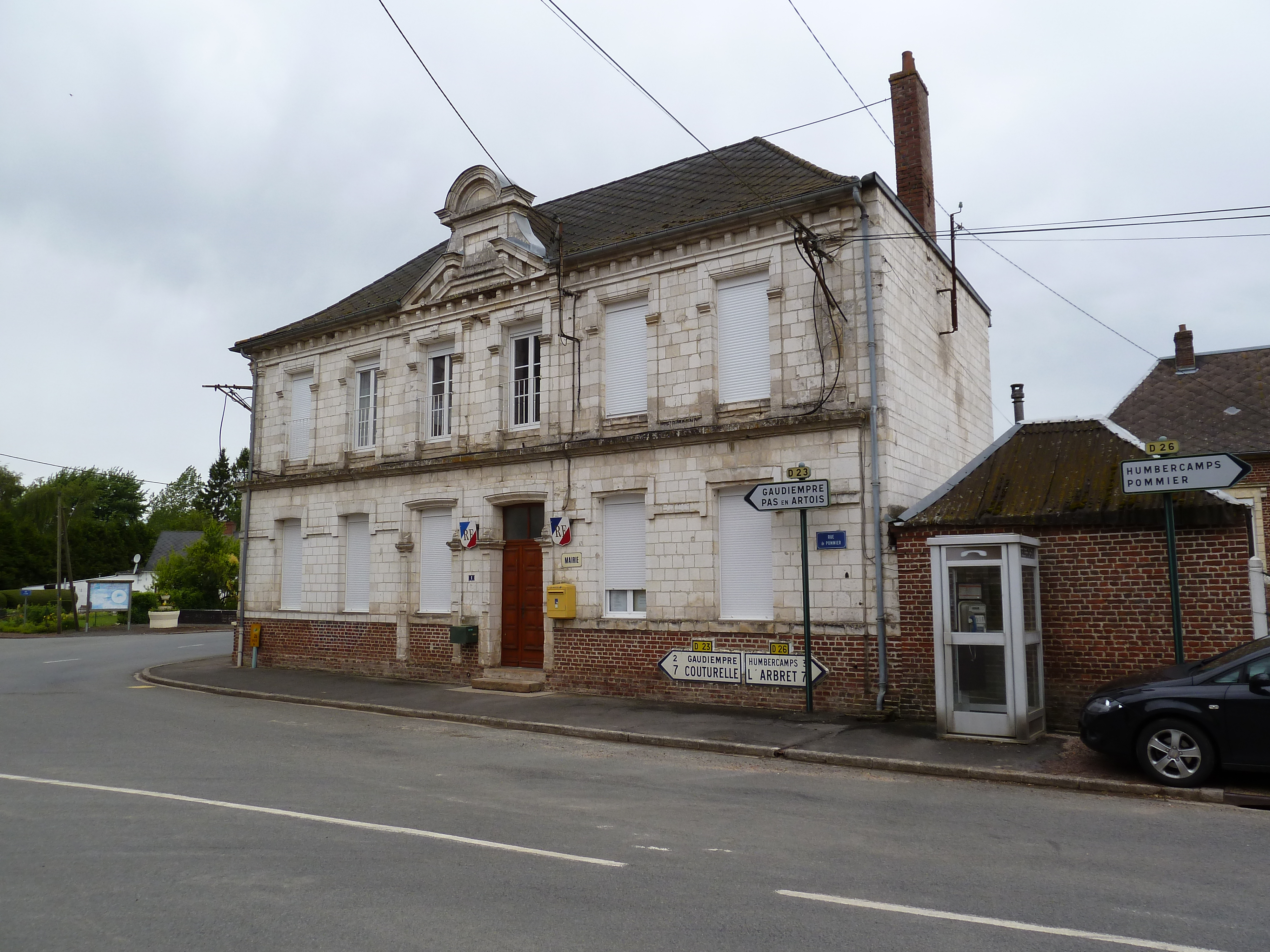
La mairie.

### Découpage territorial
La commune se trouve dans l'arrondissement d'Arras du département du Pas-de-Calais.

#### Commune et intercommunalités
La commune est membre de la communauté de communes des Campagnes de l'Artois qui regroupe 96 communes et totalise 33 141 habitants en 2021.

#### Circonscriptions administratives
La commune est rattachée au canton d'Avesnes-le-Comte.

#### Circonscriptions électorales
Pour l'élection des députés, la commune fait partie de la première circonscription du Pas-de-Calais.

### Élections municipales et communautaires

#### Liste des maires
| Période                                  | Période                    | Identité         | Étiquette | Qualité                         |
| ---------------------------------------- | -------------------------- | ---------------- | --------- | ------------------------------- |
| Les données manquantes sont à compléter. |                            |                  |           |                                 |
| 1971                                     | 2020                       | Gérard Bray      | UDF       | Réélu pour le mandat 2014-2020, |
| 26 mai 2020                              | En cours (au 5 avril 2022) | Jean-Louis Lebas |           | Agriculteur,                    |

## Population et société

### Démographie

#### Évolution démographique
L'évolution du nombre d'habitants est connue à travers les recensements de la population effectués dans la commune depuis 1793. Pour les communes de moins de 10 000 habitants, une enquête de recensement portant sur toute la population est réalisée tous les cinq ans, les populations de référence des années intermédiaires étant quant à elles estimées par interpolation ou extrapolation. Pour la commune, le premier recensement exhaustif entrant dans le cadre du nouveau dispositif a été réalisé en 2008.

En 2022, la commune comptait 119 habitants, en évolution de −4,03 % par rapport à 2016 (Pas-de-Calais : −0,72 %, France hors Mayotte : +2,11 %).
| 1793 | 1800 | 1806 | 1821 | 1831 | 1836 | 1841 | 1846 | 1851 |
| ---- | ---- | ---- | ---- | ---- | ---- | ---- | ---- | ---- |
| 369  | 344  | 363  | 387  | 383  | 395  | 414  | 441  | 445  |

| 1856 | 1861 | 1866 | 1872 | 1876 | 1881 | 1886 | 1891 | 1896 |
| ---- | ---- | ---- | ---- | ---- | ---- | ---- | ---- | ---- |
| 427  | 441  | 390  | 395  | 353  | 349  | 346  | 328  | 315  |

| 1901 | 1906 | 1911 | 1921 | 1926 | 1931 | 1936 | 1946 | 1954 |
| ---- | ---- | ---- | ---- | ---- | ---- | ---- | ---- | ---- |
| 288  | 282  | 260  | 251  | 220  | 213  | 204  | 206  | 212  |

| 1962 | 1968 | 1975 | 1982 | 1990 | 1999 | 2006 | 2008 | 2013 |
| ---- | ---- | ---- | ---- | ---- | ---- | ---- | ---- | ---- |
| 193  | 192  | 174  | 157  | 176  | 164  | 152  | 149  | 131  |

| 2018 | 2022 | - | - | - | - | - | - | - |
| ---- | ---- | - | - | - | - | - | - | - |
| 120  | 119  | - | - | - | - | - | - | - |

#### Pyramide des âges
En 2018, le taux de personnes d'un âge inférieur à 30 ans s'élève à 23,4 %, soit en dessous de la moyenne départementale (36,7 %). À l'inverse, le taux de personnes d'âge supérieur à 60 ans est de 35,9 % la même année, alors qu'il est de 24,9 % au niveau départemental.
En 2018, la commune comptait 59 hommes pour 61 femmes, soit un taux de 50,83 % de femmes, légèrement inférieur au taux départemental (51,50 %).
Les pyramides des âges de la commune et du département s'établissent comme suit.
| Hommes | Classe d’âge | Femmes |
| ------ | ------------ | ------ |
| 1,7    | 90 ou +      | 3,3    |
| 10,2   | 75-89 ans    | 13,1   |
| 22,0   | 60-74 ans    | 21,3   |
| 27,1   | 45-59 ans    | 24,6   |
| 15,3   | 30-44 ans    | 14,8   |
| 11,9   | 15-29 ans    | 11,5   |
| 11,9   | 0-14 ans     | 11,5   |

| Hommes | Classe d’âge | Femmes |
| ------ | ------------ | ------ |
| 0,5    | 90 ou +      | 1,6    |
| 5,6    | 75-89 ans    | 8,9    |
| 16,7   | 60-74 ans    | 18,1   |
| 20,2   | 45-59 ans    | 19,2   |
| 18,9   | 30-44 ans    | 18,1   |
| 18,2   | 15-29 ans    | 16,2   |
| 19,9   | 0-14 ans     | 17,9   |

## Culture locale et patrimoine

### Lieux et monuments
- La chapelle du cimetière. Elle fait l'objet d'un classement au titre des monuments historiques par arrêté du 17 septembre 1909. À l'intérieur de la chapelle, on peut admirer une magnifique Vierge à l'Enfant datée de 1270 ainsi qu'un plafond charpenté de chêne, rappelant un bateau de pêche retourné. Cette charpente est décorée de blochets représentant des saints et des anges[31].
- L'église Saint-Amand, reconstruite en 1763 à la suite d'un incendie, et avec une tour-clocher daté de 1597[32].
- Le monument aux morts, surmonté d'une croix latine[33].

### Héraldique
| Blason de Saint-Amand | Blason  | D'hermine plain ; au chef de sable chargé d'une mitre d'or accostée de quatre plumes du même passées deux à deux en sautoir. |
| Blason de Saint-Amand | Détails | Le statut officiel du blason reste à déterminer.                                                                             |

## Pour approfondir

#### Bases de données, dictionnaires et encyclopédies
- Ressources relatives à la géographie :   - Insee (communes)
  - Ldh/EHESS/Cassini
- Ressource relative à plusieurs domaines :   - Annuaire du service public français
- Notices d'autorité :   - VIAF
  - BnF (données)